# (1290) Albertine
(1290) Albertine est un astéroïde de la ceinture principale découvert le 21 août 1933 par l'astronome belge Eugène Joseph Delporte.
Il a été nommé en hommage au roi des Belges Albert Ier décédé six mois après la découverte de l'astéroïde.

## Historique
Le lieu de découverte, par l'astronome belge Eugène Joseph Delporte, est Uccle.
Sa désignation provisoire, lors de sa découverte le 21 août 1933, était 1933 QL1.

## Caractéristiques
Sa distance minimale d'intersection de l'orbite terrestre est de 1,016 380 ua.